# El Paraíso, Santa Cruz Itundujia
El Paraíso är en ort i Mexiko.   Den ligger i kommunen Santa Cruz Itundujia och delstaten Oaxaca, i den sydöstra delen av landet, 300 km sydost om huvudstaden Mexico City. El Paraíso ligger 770 meter över havet och antalet invånare är 276.
Terrängen runt El Paraíso är kuperad åt sydväst, men åt nordost är den bergig. Runt El Paraíso är det ganska glesbefolkat, med 45 invånare per kvadratkilometer. Närmaste större samhälle är Llano Nuevo, 15,4 km öster om El Paraíso. I omgivningarna runt El Paraíso växer huvudsakligen savannskog.